# Le Lycée des artistes
Le Lycée des artistes est un roman de Jean-Marc Parisis couronné par le prix de la Vocation en 1992.
Centré sur la rencontre de quatre élèves d'hypokhâgne et de khâgne au grand lycée Lakanal à Sceaux vers 1980, l'ouvrage joue des contrastes entre les quatre « artistes », ironiques et réfractaires, et les forts en thème représentant l'esprit de sérieux.
Parfait exemple du roman d'apprentissage (le fameux bildungsroman en allemand), Le Lycée des artistes est traversé par une thèse majeure de Jean-Marc Parisis : « La poésie est la raison du monde », thèse qu'il développera ensuite dans L'Absolu poétique, un texte sur Novalis, puis dans son récit La Mort de Jean-Marc Roberts, à propos de Guy Debord et de Pier Paolo Pasolini.